# Bryant Clifford Meyer
Bryant Clifford Meyer (acreditado en sus trabajos como Clifford Meyer, BC Meyer, Cliff Meyer o Bryant C Meyer) es un teclista, guitarrista y vocalista, conocido por haber pertenecido a la agrupación estadounidense de post-metal Isis. Permaneció con la banda desde su álbum debut Celestial en el año 2000 hasta su disolución en 2010. Anteriormente había formado parte de la banda originaria de Boston The Gersch. Ha colaborado con otras bandas de post-rock como Red Sparowes, Windmills by the Ocean y en su proyecto en solitario de nombre Taiga.
En abril de 2012, anunció su integración junto con Chino Moreno de Deftones y sus excompañeros de Isis Aaron Harris y Jeff Caxide en un proyecto musical de nombre Palms. Su álbum debut homónimo fue originalmente planeado para ser lanzado en 2012, pero fue re-agendado para el 2013 puesto en circulación a través de Ipecac Recordings.

## Discografía

### conIsis
- Celestial (2000), Escape Artist Records
- SGNL>05 (2001), Neurot Recordings
- Oceanic (2002), Ipecac Recordings
- Panopticon (2004), Ipecac Recordings
- In the Fishtank 14 (2006) (Split con Aereogramme), Konkurrent
- In the Absence of Truth (2006), Ipecac Recordings
- Wavering Radiant (2009), Ipecac Recordings

### conRed Sparowes
- At the Soundless Dawn (2005), Neurot Recordings
- Every Red Heart Shines Toward the Red Sun (2006), Neurot Recordings
- Aphorisms (2008), Sargent House
- The Fear Is Excruciating, but Therein Lies the Answer (2010), Sargent House

### con The Gersch
- The Gersch (2006), Tortuga Recordings

### con Windmills by the Ocean
- Windmills by the Ocean (2006), Robotic Empire[4]
- Windmills by the Ocean II (2011), Robotic Empire

### con Taiga
- Hsheal (2008), Conspiracy Records
- Flora Chor (2010), Conspiracy Records[5]

### With Tombs
- Path of Totality (2011), Relapse Records[n 1]

### conPalms
- Palms (2013)